# Charles Bronson
Charles Bronson (Ehrenfeld, Pennsylvania, 3. studenog 1921. – Los Angeles, 30. kolovoza 2003.), američki glumac tatarskog podrijetla, poznat po ulogama "teških momaka", policijskih inspektora, revolveraša i osvetnika.
U svojoj 50-godišnjoj karijeri ostvario je preko 150 uloga u filmovima i televizijskim serijama.

## Životopis
Rodio se kao Charles Dennis Buchinsky u zloglasnom Ehrenfeldu, četvrti Pennsylvanije poznatoj po rudarima ugljena. Obitelj mu je bila iz Litve, a djece je bilo 15. Litavsko ime bilo mu je Karolis Bučinskis. Otac mu je umro kada mu je bilo samo deset godina. Radio je sa starijom braćom u rudniku ugljena, zarađujući dolar po toni iskopanog ugljena. Obitelj je bila toliko siromašna da je jednom Charles obukao sestrinu haljinu i tako otišao u školu, jer nije imao druge odjeće. 
Prezime Bronson, uzeo je u vrijeme senatora McCarthyja, iz straha da Buchinsky zvuči odviše ruski.
Među njegove najpoznatije filmove spadaju: Sedmorica veličanstvenih, Veliki bijeg, Bilo jednom na Divljem zapadu, Dvanaestorica žigosanih i serijal Smrtonosna želja. U vestern seriji The Travels of Jaimie McPheeters glumio je s 12-godišnjim Kurtom Russellom. Redatelj Sergio Leone jednom je rekao da je on "najbolji glumac s kojim je ikad radio".[nedostaje izvor]
Ženio se tri puta. Bolovao je od Alzheimerove bolest. Umro je u 81. godini od upale pluća. Nadživjela ga je treća supruga Kim Weeks, troje djece, dvoje posvojčadi i dvoje unučadi. Treći posinak Jason McCallum Bronson umro je 1989. od predoziranja drogom.
Za sebe je rekao da izgleda kao "komad planine odvaljen od nje dinamitom".
Kako je izgledao kao mestik, često su mu nudili uloge ljudi takvog porijekla. U Sedmorici Veličanstvenih glumio je lika koji je pola Irac, a pola Meksikanac. Ulogu detektiva "Popeyea" Doylea, kojeg u filmu "Francuska veza " glumi Gene Hackman, prvotno je trebao igrati on. Također je trebao igrati uloge Supermana i Snakea Plisskena u Bijegu iz New Yorka, ali su te uloge dobili Kurt Russell i Christopher Reeve.

## Izabrana filmografija
| Godina | Film                                 | Originalni naslov               | Uloga                         |
| ------ | ------------------------------------ | ------------------------------- | ----------------------------- |
| 1953.  | Kuća voštanih figura                 | House of Wax                    | Igor                          |
| 1954.  | Val kriminala                        | Crime Wave                      | Ben Hastings                  |
| 1954.  | Posljednji Apaš                      | Apache                          | Hondo                         |
| 1954.  |                                      | Drumbeat                        | Kintpuash                     |
| 1954.  | Vera Cruz                            | Vera Cruz                       | Pittsburgh                    |
| 1955.  |                                      | Target Zero                     | Vodnik Vince Gaspari          |
| 1956.  |                                      | Jubal                           | Reb Haislipp                  |
| 1957.  | Let strijele                         | Run of the Arrow                | Bijeli Bizon                  |
| 1958.  |                                      | Machine-Gun Kelly               | George R. 'Machine Gun' Kelly |
| 1958.  |                                      | Gang War                        | Alan Avery                    |
| 1958.  |                                      | When Hell Broke Loose           | Steve Boland                  |
| 1959.  |                                      | Never so Few                    | Vodnik John Danfort           |
| 1960.  | Sedmorica veličanstvenih             | The Magnificent Seven           | Bernardo O'Reilly             |
| 1961.  | Gospodar svijeta                     | Master of the World             | John Strock                   |
| 1961.  |                                      | A Thunder of Drums              | vojnik Hanna                  |
| 1961.  |                                      | X-15                            | Pukovnik Lee Brandon          |
| 1962.  | Kid Galahad                          | Kid Galahad                     | Lew Nyack                     |
| 1963.  | Veliki bijeg                         | The Great Escape                | Danny 'Tunnel King'           |
| 1963.  | Četvero za Teksas                    | 4 for Texas                     | Matson                        |
| 1965.  |                                      | Guns of Diablo                  | Linc Murdock                  |
| 1965.  |                                      | The Sandpiper                   | Cos Erickson                  |
| 1965.  | Bitka u Ardenima                     | Battle of the Bulge             | Wolenski                      |
| 1966.  | Zatvaranje pruge                     | This Property Is Condemned      | J.J. Nichols                  |
| 1967.  | Dvanaestorica žigosanih              | Dirty Dozen                     | Joseph Wladislaw              |
| 1968.  | Oružje za San Sebastian              | La bataille de San Sebastian    | Teclo                         |
| 1968.  | Pancho Villa jaše                    | Villa Rides                     | Rodolfo Fierro                |
| 1968.  |                                      | Adieu l'ami                     | Franz Propp                   |
| 1968.  | Bilo jednom na Divljem zapadu        | C'era una volta il West         | Harmonica                     |
| 1970.  |                                      | Twinky                          | Teclo                         |
| 1970.  |                                      | You Can't Win 'Em All           | Josh Corey                    |
| 1970.  |                                      | Le passager de la pluie         | Pukovnik Harry Dobbs          |
| 1970.  | Grad nasilja                         | Citta violenta                  | Jeff Heston                   |
| 1970.  |                                      | De la part des copains          | Joe Martin                    |
| 1971.  |                                      | Quelqu'un derrière la porte     | stranac                       |
| 1971.  | Crveno sunce                         | Soleil rouge                    | Link Stuart                   |
| 1972.  |                                      | The Valachi Papers              | Joe Valachi                   |
| 1972.  | Chatova zemlja                       | Chato's Land                    | Chato                         |
| 1972.  | Plaćeni ubojica                      | The Mechanic                    | Arthur Bishop                 |
| 1973.  |                                      | The Stone Killer                | Lou Torrey                    |
| 1973.  | Valdezovi konji                      | Valdez, il mezzosangue          | Chino Valdez                  |
| 1974.  | Gospodin Majestyk                    | Mr. Majestyk                    | Vince Majestyk                |
| 1974.  | Smrtonosna želja                     | Death Wish                      | Paul Kersey                   |
| 1975.  | 10 sekundi za bijeg                  | Breakout                        | Nick Colton                   |
| 1975.  | Teška vremena                        | Hard Times                      | Chaney                        |
| 1975.  | Tjesnac Breakheart                   | Breakheart Pass                 | Deakin                        |
| 1976.  |                                      | St. Ives                        | Raymond St Ives               |
| 1976.  | Od podneva do tri                    | From Noon Till Three            | Graham                        |
| 1977.  | Bijeli bizon                         | The White Buffalo               | Divlji Bill Hickok            |
| 1977.  | Telefon                              | Telefon                         | Bojnik Grigori Borzov         |
| 1979.  |                                      | Love and Bullets                | Charlie Congers               |
| 1980.  |                                      | Caboblanco                      | Gifford Hoyt                  |
| 1980.  |                                      | Borderline                      | Jeb Maynard                   |
| 1981.  | Lov do smrti                         | Death Hunt                      | Albert Johnson                |
| 1982.  | Smrtonosna želja 2                   | Death Wish II                   | Paul Kersey                   |
| 1983.  | 10 minuta do ponoći                  | 10 to Midnight                  | Leo Kessler                   |
| 1984.  |                                      | The Evil That Men Do            | Holland / Bart Smith          |
| 1985.  | Smrtonosna želja 3                   | Death Wish 3                    | Paul Kersey                   |
| 1986.  | Murphyjev zakon                      | Murphy's Law                    | Jack Murphy                   |
| 1987.  | Atentat                              | Assassination                   | Jay Killion                   |
| 1987.  | Smrtonosna želja 4: Kokain ne prašta | Death Wish 4: The Crackdown     | Paul Kersey                   |
| 1988.  | Glasnik smrti                        | Messenger of Death              | Garret Smith                  |
| 1989.  | Zabranjene teme                      | Kinjite: Forbidden Subjects     | Poručnik Crowe                |
| 1991.  |                                      | The Indian Runner               | gdin. Roberts                 |
| 1995.  | Smrtonosna želja 5                   | Death Wish V: The Face of Death | Paul Kersey                   |

## Vanjske poveznice
- Charles Bronson, na portalu IMDb